# Косьцелиська
Косьцелиська (пол. Kościeliska) — село в Польщі, у гміні Радлув Олеського повіту Опольського воєводства.
Населення — 711 осіб (2011).
У 1975-1998 роках село належало до Ченстоховського воєводства.

## Демографія
Демографічна структура станом на 31 березня 2011 року:
|          | Загалом | Допрацездатний вік | Працездатний вік | Постпрацездатний вік |
| -------- | ------- | ------------------ | ---------------- | -------------------- |
| Чоловіки | 349     | 55                 | 258              | 36                   |
| Жінки    | 362     | 72                 | 216              | 74                   |
| Разом    | 711     | 127                | 474              | 110                  |